# Paragyrodon sphaerosporus
Paragyrodon sphaerosporus är en svampart som först beskrevs av Peck, och fick sitt nu gällande namn av Rolf Singer 1942. Paragyrodon sphaerosporus ingår i släktet Paragyrodon och familjen Paxillaceae.   Inga underarter finns listade i Catalogue of Life.

## Bildgalleri

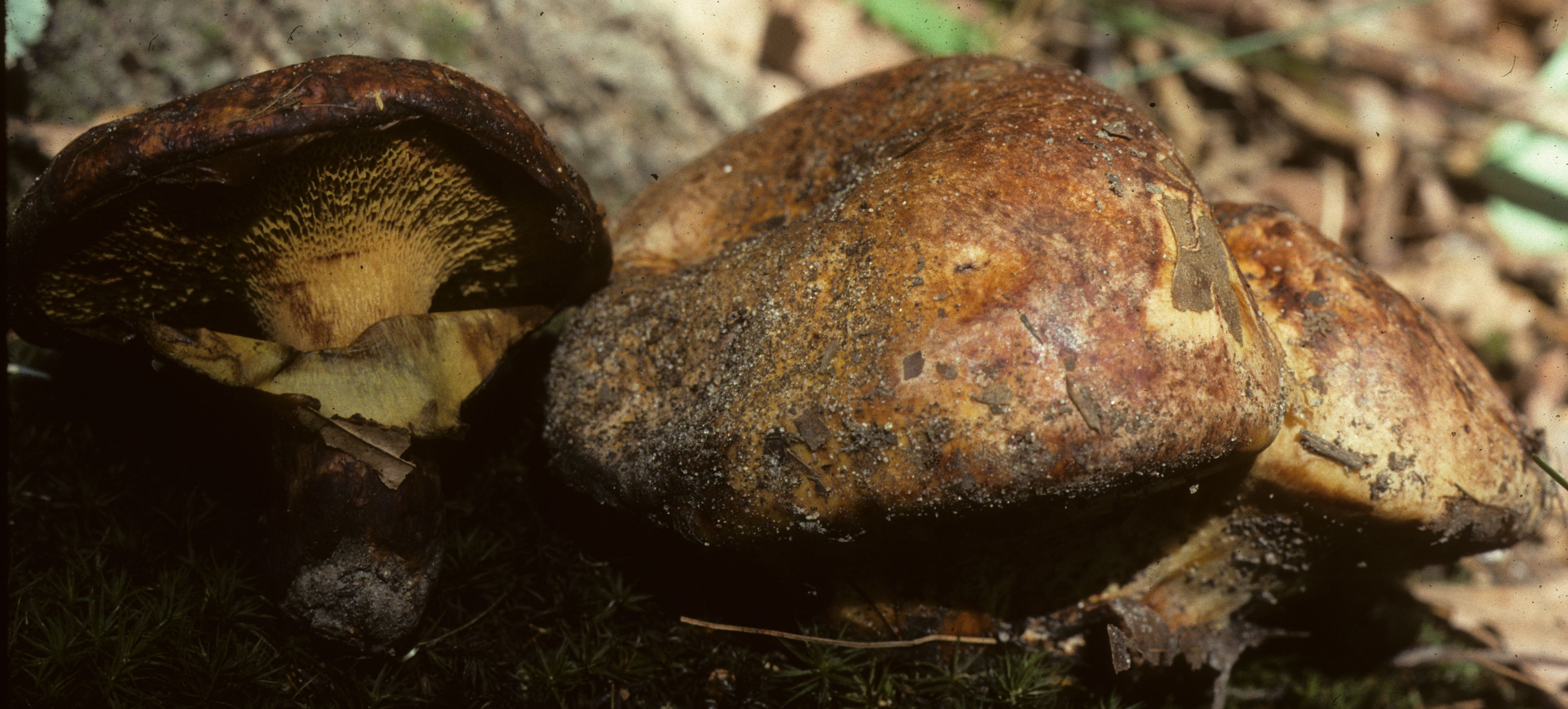